# Newmarket (Ontario)
Newmarket ([ˈnuˌmɑɹkət]) es un pueblo localizado a 25 km al norte de Toronto, Ontario, Canadá. Newmarket es servida por tres intercambios a lo largo de la carretera 404. Es el asiento de la región de York. El centro regional de la salud de Southlake (hospital) está situado en Newmarket. El alcalde de la ciudad es Tony Van Bynen.
La ciudad se formó como una de las muchas comunidades agrícolas de la zona, pero también desarrolló un centro industrial en la línea principal del Ferrocarril del Norte de Canadá, que se construyó en 1853 a través de lo que se convertiría en el centro de la ciudad. También se convirtió en una próspera ciudad comercial con la llegada del Metropolitan Street Railway (Toronto) (Metropolitan Street Railway) en 1899. Con el tiempo, la ciudad se convirtió en un área principalmente residencial, y la expansión de Ontario Highway 400 hacia el oeste y la construcción de Ontario Highway 404 hacia el este la convirtieron cada vez más en una ciudad dormitorio desde la década de 1980. El Plan Oficial de la provincia incluye el crecimiento de las industrias de servicios a las empresas y del conocimiento, así como en los sectores administrativo, manufacturero y minorista.
Los puntos de referencia notables incluyen Upper Canada Mall, Southlake Regional Health Center, Main Street Heritage Conservation District y Fairy Lake Conservation Area.

## Personajes ilustres
- Jim Carrey, actor y comediante.
- John Candy, actor y comediante.